# Ozark (Alabama)
Ozark es una ciudad ubicada en el condado de Dale en el estado estadounidense de Alabama. En el censo de 2000, su población era de 15 119.

## Demografía
En el 2000 la renta per cápita promedia del hogar era de $ 29.330$, y el ingreso promedio para una familia era de 38.633$. El ingreso per cápita para la localidad era de 15.984$. Los hombres tenían un ingreso per cápita de 30.236$ contra 19.564$ para las mujeres.

## Geografía
Ozark está situado en 31°26′53″N 85°38′31″O / 31.44806, -85.64194 (31.448169, -85.642009).
Según la Oficina del Censo de los EE. UU., la ciudad tiene un área total de 34.49 millas cuadradas (89.32 km²).